# Gabriel Policarpo
Gabriel Policarpo (Niterói, 24 de julho de 1984) é um músico, percussionista, arranjador e educador musical brasileiro conhecido pela maneira criativa e virtuosa de tocar o repique. É integrante do Pandeiro Repique Duo e fundador da escola de ritmos Batuquebato. 

## Biografia
Gabriel Policarpo despertou seu interesse pela percussão durante a infância, tocando em blocos carnavalescos. Aos 13 anos, entrou para escola do seu bairro, G.R.E.S Unidos do Viradouro, e após dois anos na mesma agremiação, sob a regência do Mestre Ciça, assumiu o lugar de primeiro repique e solista da escola. Posteriormente, no ano de 2015, compôs a comissão de mestres de bateria para o grupo especial do carnaval do Rio de Janeiro. Em 2018, lançou o Repique “Signature Gabriel Policarpo” com idéias e criações desenvolvida pelo músico para a marca brasileira de instrumentos musicais Contemporânea.

## Projetos
Em 2009, ao lado do músico Bernardo Aguiar, criou o Pandeiro Repique Duo (PRD), trabalho que coloca lado a lado esses dois instrumentos típicos da alma carioca expandindo desde os limites regionais às sonoridades universais. Após três anos de estrada, o PRD lançou seu primeiro álbum que contém um CD bônus com participações especiais de Yamandú Costa, Nicolas Krassik e Carlos Malta, Marcos Suzano, Mestre Ciça e o cantor africano, Ashimba. Desde então, atua por diferentes palcos e universidades do mundo, dentre eles, The Juilliard School of Music, The Philadelphia University of Arts, City University London e Copenhagen Rytmisk Konservatorium; e na Dinamarca, em 2014, o Duo gravou o primeiro álbum do Strejf, grupo instrumental formado em parceria com o baixista francês, Brice Soniano, e o pianista dinamarquês, Carsten Kær.
Como educador, Gabriel desenvolve cursos e atua na preparação de grupos musicais por diferentes países. Durante 4 anos, no Canadá, ministrou workshops sobre a música brasileira e se apresentou como convidado especial, no Folklorama, maior festival multicultural do mundo. Já na cidade do Rio de Janeiro criou a escola de ritmos Batuquebato, projeto pedagógico que propõe o ensino dos ritmos brasileiros aplicados a instrumentos de escolas de samba; o que motivou a criação da Orquestra de Ritmos Batuquebato, cuja proposta original é: agregar instrumentos harmônicos e melódicos a ritmos universais através de composições autorais.
Gabriel Policarpo também participa ao lado de grandes nomes da música brasileira e internacional, tanto em shows como em gravações. Destaque para gravação e participação na turnê do álbum “De bem com a vida”, vencedor do Grammy Latino como melhor disco de samba de 2016, com Martinho da Vila. Assim como, já dividiu o palco ao lado de outros ícones, dentre eles, Alcione, Marcelo D2, Chico César, Hamilton de Holanda, Marcos Suzano, Carlos Malta, Roberta Sá, Xangai, Gabriel Moura, Cátia de França e Guns N' Roses no Rock in Rio 3.